# 아스코나
아스코나(이탈리아어: Ascona)는 스위스 티치노주에 위치한 도시로, 면적은 4.97km2, 높이는 196m, 인구는 5,489명(2010년 기준), 인구 밀도는 1,104명/km2이며, 마조레호와 접한다. 매년 열리는 아스코나 재즈 페스티발과 몬테베리타(Monte Verità, 이탈리아어로 "진리의 산"이라는 뜻)로 유명한 관광 도시이다.

## 역사

### 선사시대
아스코나(산마테르노 및 산미첼레)에서 가장 오래된 고고학적 발견은 청동기 시대 후기로 거슬러 올라간다. 1952년 공동묘지를 확장하는 동안 산마테르노에서 공동묘지가 발견되었으며, 그곳에서 21개의 화장 항아리가 발견되었다. 항아리는 단순히 묻히거나 석판 상자로 덮였다. 그들은 화장된 뼈와 어떤 경우에는 청동 무덤을 포함했다. 특히 흥미로운 것은 지금까지 스위스에서 발견된 가장 오래된 청동 브로치이다. 그들은 또한 이 지역과 이탈리아 반도의 문화와의 관계에 대한 중요한 증거를 제공한다. 무덤 부장품은 소위 카네그라테 문화(밀라노의 큰 묘지 이름을 따서 명명됨)의 마지막 단계의 것들과 유사하다. 그러나 사용된 재료는 알프스 북쪽의 후기 청동기 시대의 재료이다. 이것은 묘지가 기원전 12세기에서 10세기 사이의 기간으로 날짜가 표시되도록 했으며, 아스코나가 메솔치나 계곡을 통해 알프스산맥을 넘어 포 계곡과 함께 마조레 호수를 넘어 무역에 참여했다는 사실을 지적한다.
비슷한 물건이 1960년대 후반 산미켈레성 언덕의 탐사 발굴에서 발견되었다. 정밀한 도자기 와 거친 토기가 모두 발견되었는데, 이는 도시 구조의 증거가 없더라도 이 지역이 후기 청동기 시대에 정착했음을 시사한다. 발라드룸 언덕의 벽과 점토 유적은 지자체에서 발견되는 유일한 철기 시대 유물이지만, 정확한 연대는 알 수 없다. 결정적으로 확인된 유일한 항목은 기원전 6세기에서 5세기 사이의 손잡이 하나 달린 병이다.
로마 제국에서 사마테르노성 기슭에 38개의 무덤이 있는 묘지가 발견되었다. 무덤 근처에서 발견된 장비는 서기 1세기 중반 또는 2세기의 시대를 가리킨다. 묘지는 아마도 별장과 관련되었을 것이다. 1979-80년에 산세바스티아노 교회의 발굴에서 60개의 초기 중세 무덤이 발견되었다.

### 중세
요새화된 정착지는 1186년에 Sconae(castrum quod dicitur sconae)로, 1224년에 burgus de schona로 처음 언급되었다. 지명의 어원은 알려져 있지 않으며, 19세기 학계에서 여러 주장이 있었지만, 모두 불확실하다. 라틴어 scanum "충적 퇴적물", 라틴어 ab abscondito 또는 불확실한 초기 로만슈어 asculà "미경작지의 목초지 나라" 등이 바로 그 내용이다. 아센구넨(Aschgunen)이라는 이름의 독일어 형식은 로카르노가 구스위스 연방의 통치를 받은 16세기부터 기록되었지만, 더 이상 사용되지 않는다.
중세 후기에 아스코나, 론코 및 카스텔레토는 마을 협동조합을 형성했다. 1321년에 처음으로 언급되었고, 1369년에는 자체 법령이 있었다. 중세 아스코나의 역사는 로카르노의 역사와 밀접하게 연결되어 있다. 아스코나의 중요한 역할은 1369년에 지정된 plebis Locarni 아스코나eque에 반영되어 있다. 6세기에 산미켈레성은 궁정(curia)과 sculdascio(로카르노의 전체 교구를 통제하는 스타초나 백국령의 롬바르디아어. 1004년에는 법원 권리는 밀라노 대주교에서 코모 주교로 이전되었다. 1189년 이것은 Capitanei di 로카르노의 가문 중 하나인 두니에게 산미켈레성을 주었다. 로카르노(다 카르카노, 카스텔레토, 무랄토)의 다른 귀족 가문은 아스코나에 정착했다. 그들은 밀라노의 구엘프가와 기벨린가 사이의 전쟁을 피한 그리글리오니 가문이 합류했다.
12세기와 13세기에 두니는 요새(17세기에 철거됨)와 산세바스티아노 교회를 확장했을 뿐만 아니라 주거용 주택 주변에 광장을 만들었다. 가장 오래된 요새는 아마도 산마테르노성일 것이다. 마을 북쪽의 위치에는 이미 로마탑이 있었던 것 같다. 요새는 중세 초기에 점령되었다. 13세기에는 오렐리와 카스텔레토 가문이 소유했다. 17세기 흔적으로는 성벽의 일부만 보존되어 있다. 13세기에 두 개의 새로운 요새가 건설되었다. 첫 번째는 산세바스티아노 교회 동쪽 해안에 있는 카르카니성이다. 피에트로와 파올로는 13세기 후반에 이미 철거되었다. 두 번째 요새는 그 당시 사람이 살던 지역 밖으로 훨씬 더 동쪽에 있었다. 그리글리오니 가문은 항구를 보호하기 위해 작은 성을 지었다. 이 성의 일부는 여전히 존재하며 현대적인 건물에 통합되었다.
교회는 1264년에 처음 언급되었으며, 원래는 성베드로 교회로만 축성되었다. 성 베드로와 바오로 교회는 1330년에 교구 교회로 처음 언급되었고, 1332년에는 대학 교회로 언급되었다. 그러나 무랄토에 있는 산비토레의 모교회와 분리되어 초기 중세 교구가 존재했음을 보여주는 문서는 없다. 산타 마리아 델라 미세리코르디아 교회는 1399-1442년에 지어졌다. 그것은 스위스에서 가장 광범위한 후기 고딕 프레스코 사이클 중 하나를 포함한다.

### 중세 ~ 근대

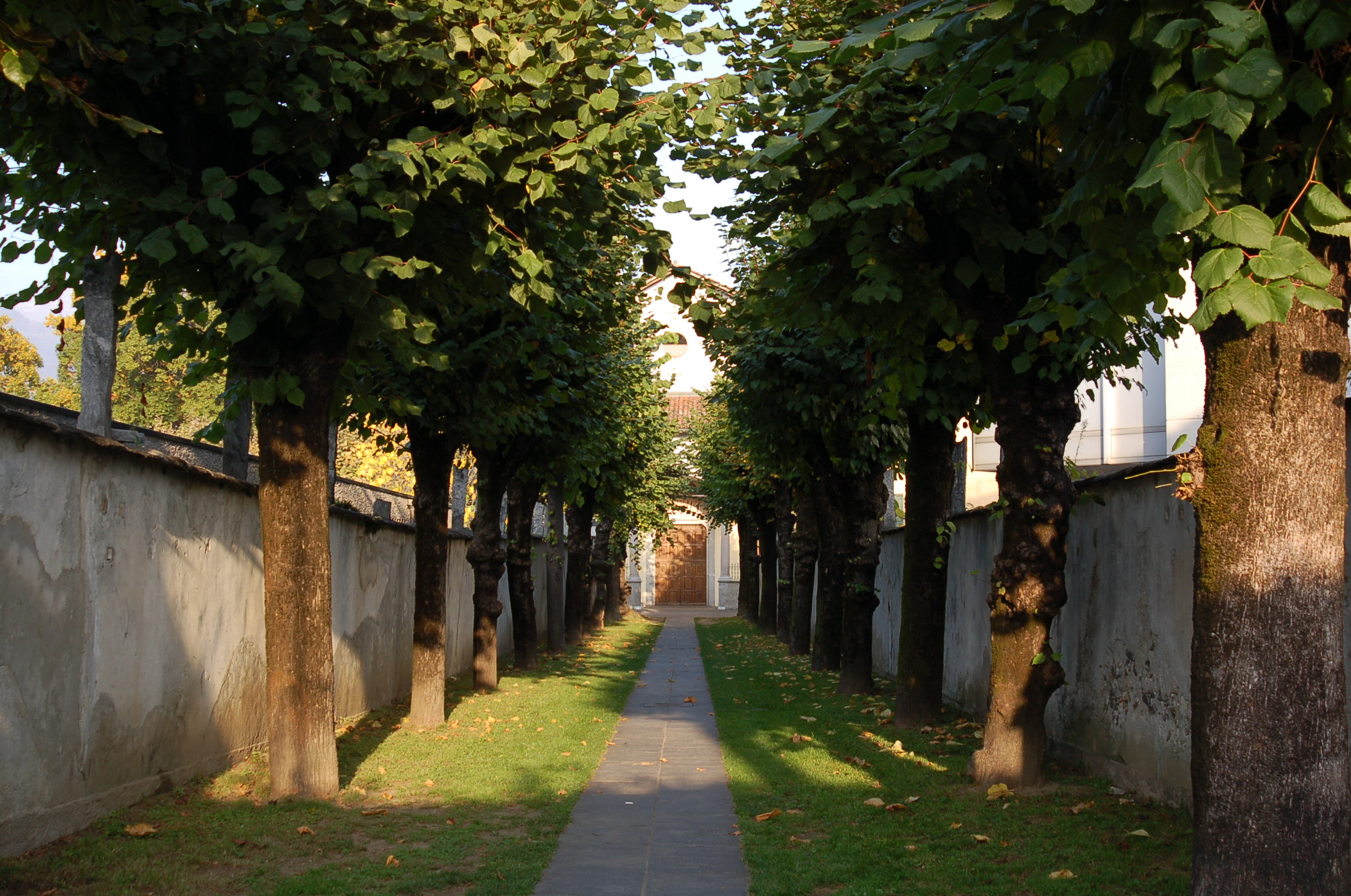
콜레지오 파피오 운동장

1640-41년에 아스코나는 론코와 카스텔레토에서 분리되었다. 14세기에 채택된 동상에 따르면 아스코나는 로카르노 본당 공의회에서 세 사람으로 대표되었다. 스위스 연방에서는 2년마다 론코의 구성원과 번갈아 가며 두 명의 구성원으로 대표를 선출했다. 1428년 필리포 마리아 비스콘티는 마을에 시장 권리를 부여했으며, 1513년 로카르노를 정복한 후 남부동맹에 의해 갱신되었다.
1580년 로마에서 부자가 된 바르톨로메오 파피오는 3년 이내에 공사를 완료할 수 있는 한 신학교 건설을 위해 25,000 스쿠디를 아스코나에 기부했다. 1584년 10월에 학교가 완공되었다. 밀라노 대주교 카를 보로메오와 교황 그레고리우스 13세의 대표들과의 협상 끝에 원래 계획했던 카사 파피오를 매각하고, 산타 마리아 델라 미세리코르디아 교회 옆에 파피오 대학을 짓기로 결정했다. 이 프로젝트는 1585년부터 1592년까지 진행되었다. 1616년에 페데리코 보로메오 추기경은 학교를 밀라노 봉헌회의 권한 하에 두었다. 1798년까지 학교를 이끌었다.
성 베드로와 바울 교회는 16세기에 증축되었으며, 1703년에는 교회를 관장하는 목사로 승격되었다. 그 뒤를 이어 1800년에는 학장으로 임명되었다. 1617-37년에 순례지가 된 몬테 베리타의 북쪽 경사면에 마돈나 델라 폰타나 교회가 세워졌다. 이 시대의 가장 눈에 띄는 불경스러운 건물은 화려하게 장식된 정면이 있는 17세기 건물인 카사 세로디네이다.

### 현대
다양한 변화를 거친 후 콜레지오 파피오 신학교는 1852년에 세속화되어 처음에는 고등학교가 되었다. 그 당시 여자 학교였으며, Istituto Elvetico가 되었다. 1879년에 원래 이름과 목적으로 돌아가 코모 주교가 관할했다. 1885년에는 루가노 주교의 권위 아래 있게 되었다. 루가노의 주교 아래 살레시오회(1894-1910), 가정 파(1910-14), 베네딕토회 (1924년 이후)를 포함한 여러 수도회가 신학교를 관리했다. 20세기에 건물은 여러 번 재건과 확장되었다(1924~27년, 1960년, 1975~76년, 1992년 화재 후)
18세기 후반에 성 베드로와 바오로 교회가 대대적으로 재건되었다. 1859년에 외관과 남쪽은 고딕 리바이벌 스타일로 전면 재구축되었다. 1948년에 추가 보수가 시작되었지만, 18세기 금고가 무너진 후 중단되었다.
1798년 아스코나는 헬베티아 공화국 가입을 주장했고, 어느 정도의 지방 자치권을 부여받았다. 프랑스군은 마을로 진격했지만, 쫓겨났고, 그 후 오스트리아군이 점령했다. 1803년에 티치노주가 설립되었을 때, 아스코나는 정치적인 자치단체가 되었다.
20세기 초까지 지역 경제는 주로 농작물, 가축, 어업에 기반을 두었다. 작지만 중요한 수입원은 건축가, 건축가, 예술가들이 로마와 투스카니로 이주하는 것이었다. 가장 유명한 아스코나 예술가 가문은 세로디네, 아본디오, 판칼디 및 피소니였다. 19세기에 아마포 생산과 공장은 지역 주민들에게 일자리를 제공했다. 19세기 후반에 다이너마이트 공장이 아스코나에 정착했지만, 1874년 반복적인 폭발로 폐쇄되었다.
20세기에 관광은 지역 경제의 주요 부분이 되었다. 1970년 이후 세컨드 하우스의 수가 크게 증가했으며, 20세기 말에는 여름철에 매년 약 20,000-25,000명의 방문객이 아스코나를 방문했다. 1920년대의 인구 증가는 관광 산업의 부상과 밀접하게 관련되어 있다. 1925년에 토지 소유권의 광범위한 재분배를 통해 현지인이 아닌 사람들도 토지를 구입할 수 있게 되었다. 1934년까지 토지 소유자의 수에는 299명의 티치노 사람뿐만 아니라 88명의 다른 스위스인, 41명의 독일인, 35명의 이탈리아인, 31명의 외국인이 포함되었다. 정착 지역은 1960년 이후로 확장되었다. 확장은 점점 더 북쪽으로 진행되어 오늘날 로카르노와 아스코나가 단일 광역권을 형성한다. 두 개의 다리가 아스코나와 마자강의 왼쪽 제방을 연결한다. 1815~16년에 지어진 솔두노에 있는 첫번째 다리는 1868년 홍수 후 1887년에 재건되었으며, 1996년에 완전히 교체되었다. 두 번째 다리는 계곡 안쪽에 있으며, 1974-80년에 건설되었다. 1947년부터 아스코나에도 공항이 있었지만, 1997년 폐쇄되었고, 가장 가까운 곳은 로카르노 공항이다.

### 몬테 베리타
20세기 초에 이곳의 이름은 ‘몬테 베리타’(‘진리의 산’)로 명명되었다. 아스코나 마을의 북서쪽 언덕에 ‘모네시아’라고 불렸던 ‘식민지’가 세워졌다. 이곳은 세운 이들은 원시 사회주의와 무정부주의를 지지하는 이들이었다.
이 식민지는 수많은 예술가, 무정부주의자 및 기타 유명인을 끌어들였다. 대표적인 사람들로는 다음과 같은 이들이 있다.
헤르만 헤세, 한스 하베, 카를 융, 에리히 마리아 레마르크, 휴고 볼, 엘제 라스커쉴러, 슈테판 게오르게, 이사도라 던컨, 폴 클레, 루돌프 슈타이너, 마리 비그만, 하이 줄러, 막스 피카드, 에른스트 톨러, 앙리 반 데 벨데, 루돌프 폰 라반, 프리다 로렌스, 엘제 폰 리히트호펜, 오토 그로스. 에리히 뮈삼, 카를 빌헬름 디펜바흐 및 구스타프 슈트레제만

## 지리

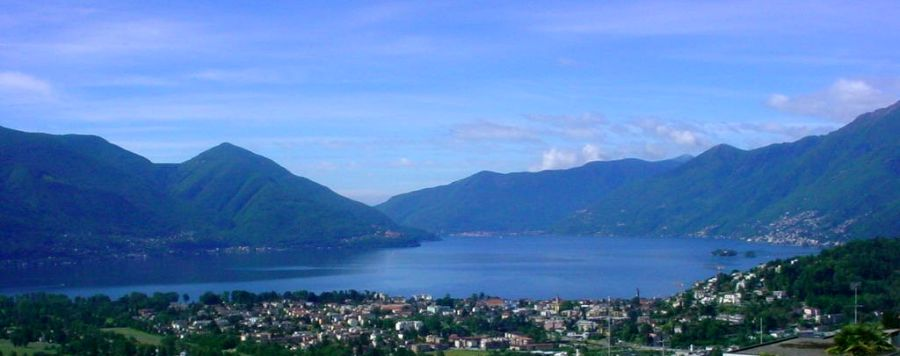
마조레호와 전면의 아스코나

아스코나의 면적은 1997년 기준으로 4.97k㎡이다. 이 면적 중 1.78k㎡ (35.8%)가 농업 목적으로 사용되고, 1.66k㎡ (33.4%)는 삼림이다. 나머지 토지 중 2.63k㎡ (52.9%)가 정착(건물 또는 도로), 0.01k㎡ (0.2%)가 강 또는 호수이며, 0.2k㎡ (4.0%)는 비생산적인 토지이다.
조성면적 중 주택과 건물이 26.8%, 교통인프라가 13.7%, 공원, 녹지, 운동장이 10.9%를 차지했다. 산림면적의 28.4%는 산림이 우거져 있고 5.0%는 과수원이나 작은 나무 군락으로 덮여 있다. 농경지 중 6.0%는 작물 재배에 사용되며 3.0%는 과수원이나 덩굴 작물에 사용되며 26.8%는 고산 목초지에 사용된다. 시정촌의 모든 물은 호수에 있다. 비생산적인 지역 중 3.8%는 비생산적인 식물이다.
시정촌은 마자 삼각주의 우안에 있는 로카르노 지구에 있다. 아스코나는 Gerbi, Monescie, 몬테 베리타, Moscia 및 Saleggi의 구간을 포함하는 아스코나 마을로 구성된다.

## 인구통계

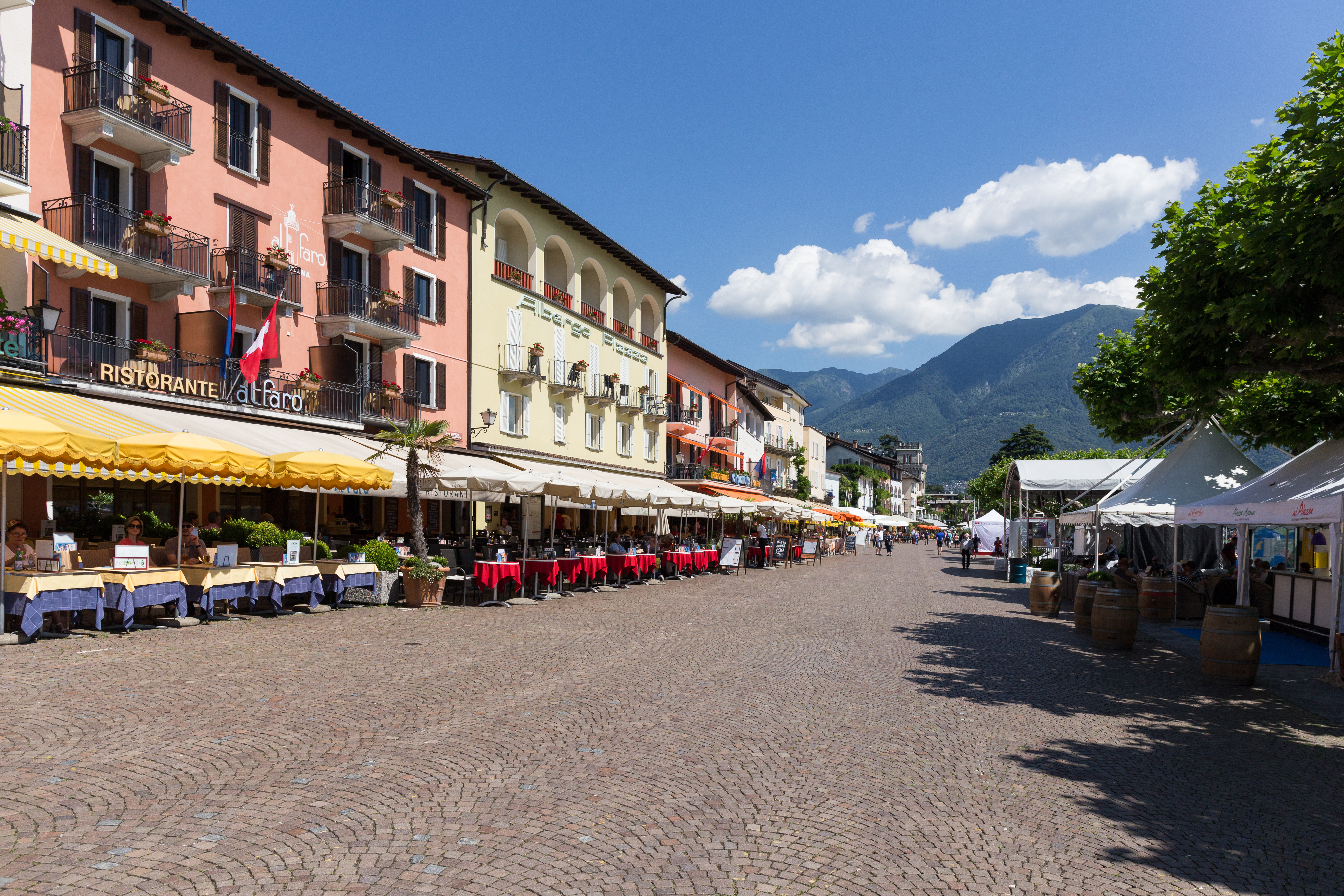
주세페 모타 광장

아스코나의 인구(2020년 12월 기준)는 5,554명이다.  2008년 기준으로 인구의 27.6%가 거주하는 외국인이다.  지난 10년(1997-2007) 동안 인구는 10.7%의 비율로 변화했다.
2000년 기준, 인구 대부분은 이탈리아어(66.0%)를 사용하며, 독일어가 23.9%로 두 번째로 많이 사용되고, 세르보-크로아티아어가 세 번째(2.5%)로 사용된다. 스위스의 공용어(2000년 기준) 중 독일어 1,189명, 프랑스어 112명, 이탈리아어 3,289명, 로만슈어도  10명이 사용한다. 나머지(384명)는 다른 언어를 사용한다.
2008년 기준으로 인구의 성별 분포는 남성 46.6%, 여성 53.4%이다. 인구는 1,776명의 스위스 남성(인구의 32.4%)과 779명의 비스위스계 남성(14.2%)으로 구성되었다. 스위스 여성은 2,202명(40.1%), 비스위스계 여성은 731명(13.3%)이었다. 2008년 스위스 시민이 22명, 비스위스계 시민이 8명이었고, 같은 기간에 스위스 시민이 36명, 비스위스계 시민이 9명이었다. 이민과 이주를 무시하면 스위스 시민의 인구는 14명 감소했고, 외국인 인구는 1명 감소했다. 스위스로 재이민 온 스위스 남성 7명과 여성 3명이 있었다. 동시에 다른 나라에서 스위스로 이주한 43명의 비스위스계 남성과 27명의 비스위스계 여성이 있었다. 2008년 전체 스위스 인구 변화(모든 출처에서)는 17명이 증가했고, 비스위스 인구 변화는 3명 감소했다. 이는 0.3%의 인구 증가율을 나타낸다.
2009년 기준 아스코나의 연령 분포는 다음과 같다. 365명의 어린이(인구의 6.7%)가 0~9세, 500명의 청소년(9.1%)이 10~19세이다. 성인 인구 중 481명(인구의 8.8%(20~29세))이 있다. 612명(11.2%)은 30~39세, 833명(15.2%)은 40~49세, 782명(14.2%)은 50~59세이다. 고령자 분포는 817명(인구의 14.9%)이 60세 이상이다. 69세는 666명(70~79세는 12.1%), 80세 이상은 432명(7.9%)이다.
2000년 기준으로 시정촌에는 2,472세대의 개인가구가 있으며, 가구당 평균 2.0명이다.  2000년에는 총 1,442개의 주거용 건물 중 689호(전체의 47.8%)가 단독 주택이었다. 2세대(13.5%)가 194채, 다가구(25.0%)가 360채였다. 또한 시정촌에는 다목적 건물(주거 및 상업 또는 기타 목적으로 사용)인 199개의 건물이 있었다.
2008년 시정촌 공실률은 0.65%였다. 2000년에는 4,636채의 아파트가 시정촌에 있었다. 가장 흔한 아파트 규모는 방 3개짜리 아파트로 1,567호였다. 1인실 아파트가 606채, 5실 이상 아파트가 503채였다.  이 중 상가주택은 총 2,465세대(전체의 53.2%), 비수기형은 2,067세대(44.6%), 공실은 104세대(2.2%)였다. 2007년 기준 신규주택 건설률은 인구 1000명당 11.8세대이다.
역사적 인구는 다음 표에 나와 있다.
| 년도 | 인구      |
| ---- | --------- |
| 1591 | ca. 1,000 |
| 1801 | 772       |
| 1850 | 902       |
| 1900 | 942       |
| 1920 | 1,118     |
| 1950 | 2,923     |
| 1980 | 4,722     |
| 1990 | 4,540     |
| 2000 | 4,984     |
| 2017 | 5,534     |

## 정치
2007년 연방 선거에서 가장 인기 있는 정당은 32.24%의 득표율을 기록한 FDP였다. 다음으로 가장 인기 있는 세 정당은 CVP (18.93%), SVP (15.89%) 및 SP (15.29%)였다. 이번 연방 총선에서는 총 1,419표가 투표되었고, 투표율은 41.4%였다.
2007년 대평의회 선거에서 아스코나에는 총 3,346명의 등록 유권자가 있었고, 그중 1,763명(52.7%)이 투표했다. 37개의 백지 투표와 2개의 무효 투표가 이루어졌으며 선거에서 1,724개의 유효한 투표가 남았다. 가장 인기 있는 정당은 PLRT로 422표(24.5%)를 얻었다. 다음으로 가장 인기 있는 세 정당은 다음과 같다. PPD + GenGiova(323 또는 18.7% 포함), SSI(307 또는 17.8% 포함) 및 PS ( 215 또는 12.5% 포함).
2007년 국무위원 선거에서 29개의 백지투표와 8개의 무효투표가 이루어졌으며, 선거에서 1,726개의 유효한 투표가 남았다. 가장 인기 있는 정당은 409표(23.7%)를 얻은 PLRT였다. 다음으로 가장 인기 있는 세 정당은 다음과 같다. PPD(338 또는 19.6%), LEGA(311 또는 18.0%) 및 SSI(254 또는 14.7%)이다.

## 경제

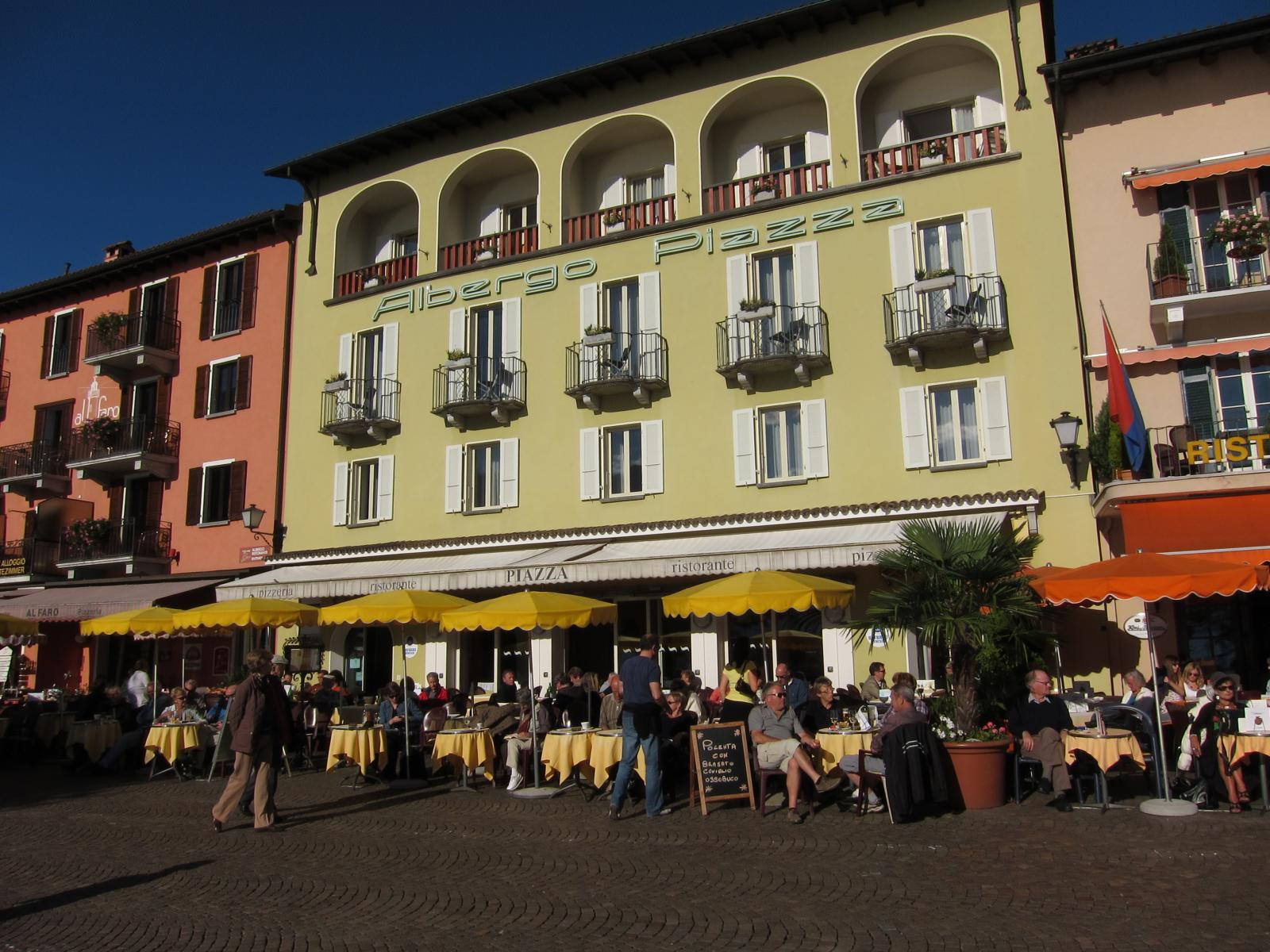
피아자 호텔, 아스코나의 많은 호텔들 중 하나

2007년 기준으로 아스코나의 실업률은 4.99%였다. 2005년 기준으로 1차 경제 부문에 9명이 고용되어 있고 이 부문에 약 3개 기업이 참여하고 있다. 361명이 2차 부문에 고용되었고, 이 부문에 47개의 기업이 있었다. 2,683명이 3차 부문에 고용되었으며, 이 부문에는 353개의 기업이 있다. 시정촌 주민은 2,233명으로 일정 정도 고용되었으며, 그중 여성이 전체 노동력의 46.0%를 차지하였다.
2000년 기준 자치단체로 통근하는 근로자는 2,056명, 출퇴근자는 1,149명이었다. 지자체는 근로자의 순수입 지자체이며, 1명이 전출할 때마다 약 1.8명의 근로자가 지자체에 들어간다. 아스코나에 들어오는 인력의 약 16.0%는 스위스 외부에서 오고, 현지인 중 0.1%는 일을 위해 스위스에서 출퇴근한다. 근로 인구의 7.5%가 출퇴근을 위해 대중교통을 이용했고, 47.8%가 자가용을 이용했다.
2009년 기준으로 아스코나에는 총 1,192개의 객실과 2,230개의 침대가 있는 34개의 호텔이 있다.

## 종교

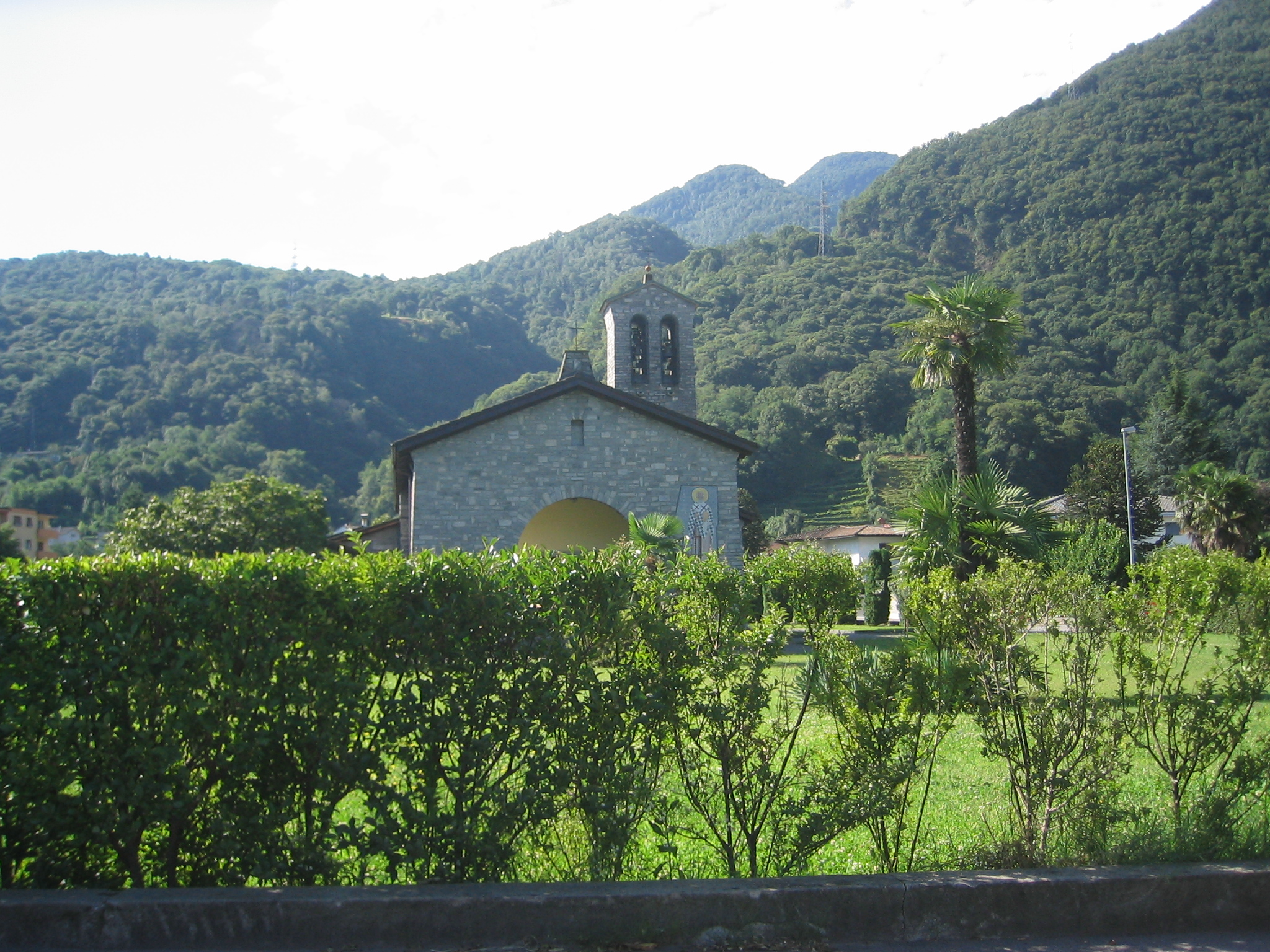
아스코나의 교회

2000년 인구 조사에 따르면 3,308명(66.4%)이 로마 가톨릭 신자이고, 835명(16.8%)이 스위스 개혁 교회에 속해 있다. 다른 교회(인구 조사에 등재되지 않음)에 속해 있는 개인은 606명(인구의 약 12.16%)이고, 질문에 응답하지 않은 개인은 235명(인구의 약 4.72%)이다.

## 교육
아스코나에서는 인구의 약 69.6%(25-64세)가 비필수 고등교육 또는 추가 고등교육(대학 또는 응용학문대학)을 완료했다.
2009년 기준, 아스코나에는 총 766명의 학생이 있었다. 티치노주 교육 시스템은 최대 3년의 비필수 유치원을 제공하며 아스코나에는 94명의 어린이가 유치원에 다녔다. 초등학교 프로그램은 5년 동안 지속되며 표준 학교와 특수 학교가 모두 포함된다. 시정촌에서는 217명의 학생이 일반 초등학교에 다녔고 10명이 특수학교에 다녔다. 중학교 시스템에서 학생들은 2년제 중학교에 진학한 후 2년제 예비 견습 과정을 거치거나 고등 교육을 준비하기 위해 4년제 프로그램에 참석한다. 중학교 2년제 213명, 예비실습 1명, 4년제 심화과정 123명이었다.
고등학교에는 몇 가지 옵션이 있지만, 고등학교 프로그램이 끝나면 학생은 직업을 찾거나 대학에 진학할 준비가 된다. 티치노주에서 직업 학생은 인턴십 또는 견습 과정(3년 또는 4년 소요)을 진행하는 동안 학교에 다니거나 인턴십 또는 견습 기간(풀타임 학생으로 1년 또는 1년 반이 소요됨)을 거쳐 학교에 다닐 수 있다. 파트타임 학생으로 2년까지). 전일제 학생은 26명, 파트타임 학생은 73명이었다.
전문 프로그램은 3년 동안 지속되며 엔지니어링, 간호, 컴퓨터 과학, 비즈니스, 관광 및 이와 유사한 분야의 직업을 위해 학생을 준비시킨다. 전문 프로그램에는 9명의 학생이 있었다.
2000년 기준으로 아스코나에는 다른 지자체에서 온 231명의 학생이 있었고, 213명의 주민들은 지자체 외부의 학교에 다녔다.

## 교통

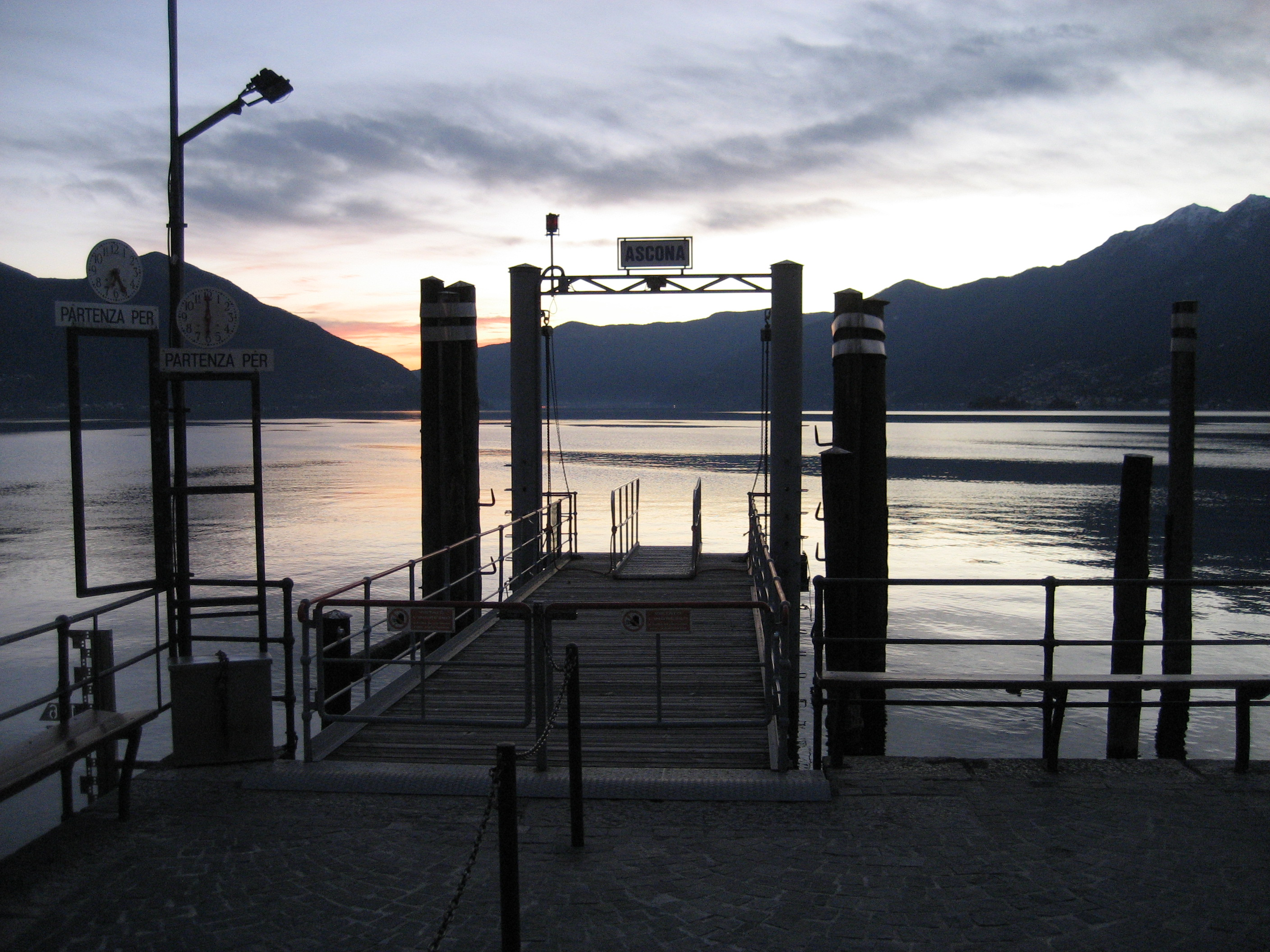
아스코나 부두

FART (티치노 지방철도) 버스로 현지 대중교통을 이용할 수 있다.
- 1번 버스는 아스코나에서 로카르노, 로카르노역까지 운행하고 미누시오를 경유하여 테네로까지 운행한다.
- 316번 버스는 로카르노까지 몬테레이, 모시아, 포르토 론코, 브리사고를 경유해 운행한다.

1980년대 말에 몬테 베티타 아래에 1.1km의 도로 터널이 건설되었다. 이전에는 자동차가 오스코나의 중심을 횡단하여 특히 휴가철에 긴 교통 체증을 초래했다. 오늘날 자동차는 터널을 통해 아스코나를 지나가고 오래된 해안 도로는 보행자 구역 및 지역 교통수단으로 사용된다.
룬고라고(Lungolago)에 있는 아스코나 선적 부두는 나비가초네 라기(Navigazione Laghi, 이탈리아 회사로 마조레호 전체에 선적)에 의해 4월부터 10월 중순까지 운영되며 2019년부터는 루가노호 해운(현지 선적)도 운영한다. 호수의 스위스 부분에서 스위스 회사가 접근하여 운행한다. 배는 동쪽으로 로카르노를 향하거나 남서쪽으로 론코 선착장, 브리사고 제도, 카노비오와 베르바니아를 항해한다.
1947년 에마누엘레 비안다(Emanuele Bianda)가 개장한 스포츠 비행장 아스코나 공항은 1997년에 폐기되었으며, 가장 가까운 곳은 현재 로카르노 동쪽의 로카르노 공항이다.
아스코나는 트라자딘겐의 독일 국경에서 시작하여 스위스와 이탈리아 국경의 브리사고로 이어지는 주요 도로 13에 있다.